# Los Cinco Latinos
Los Cinco Latinos est un groupe argentin de rock, actif entre 1957 et 1970, et entre 1982 et 2012. Adoptant le style doo-wop des Platters et enregistrant en espagnol des chansons nationales et internationales, ils connaissent un retentissement mondial. 

## Histoire
En 1957, ils enregistrent leur premier single contenant la version en espagnol du très célèbre Only You (Solamente tú), accompagné par l'orchestre de Waldo de los Ríos, qui devient immédiatement un succès. Le groupe se fait connaître à Rosario, lors du carnaval de 1958, où il se produit devant 30 000 personnes, un chiffre impensable pour l'époque. En 1958, ils enregistrent leur premier album, Maravilloso, Maravilloso, qui devient un succès international et se vend à plus d'un million d'exemplaires. De cette première période, on retiendra Quiéreme siempre, Maravilloso Maravilloso, La Violetera et Recordándote. Ce dernier connait un succès notable aux États-Unis, atteignant la deuxième place dans le classement de Discomania Mundial, une émission de radio de la station WRUL de New York diffusée dans toute l'Amérique.
Le groupe commence à gagner en popularité en 1962. En 1968, ils se produisent pour la première fois à Miami et massifient le grand succès de Luis Aguilé, Cuando salí de Cuba, ce qui leur vaut de recevoir les clés de la ville. En 1969, alors que leur succès ne faiblit pas, ils annoncent la séparation du groupe et le lancement de la carrière solo d'Estela Raval. Les adieux ont lieu au luxueux hôtel Hermitage de Mar del Plata et se terminent par une interprétation inoubliable et émouvante de Tu eres mi destino, au cours de laquelle Estela Raval ne peut s'empêcher de pleurer, au point de noyer la chanson.
En 2007, ils célèbrent leur 50e anniversaire. Leur album Adelante! remporte le prix Gardel du meilleur album romantique en 2003 et un disque d'or pour plus de 30 000 exemplaires vendus. Le concert homonyme plus de 300 000 spectateurs. En 2006, un DVD est publié avec les meilleurs moments d'Adelante! au Teatro Astros de Buenos Aires. La représentation en direct a lieu au Luna Park et dans deux théâtres Gran Rex, dans un spectacle intitulé Maravillosos 50, qui est ensuite présenté dans le reste de l'Argentine et dans le monde entier. 
Le groupe se sépare en 2012 après le décès de leur chanteur Estela Raval.

## Discographie

### Albums studio
- 1958 : Maravilloso, Maravilloso (Columbia)
- 1959 : Dímelo tú (Columbia)
- 1959 : Los Cinco Latinos (Columbia)
- 1960 : Himno al amor (Columbia)
- 1961 : Conquistando el mundo (Columbia)
- 1962 : Regreso triunfal (Columbia)
- 1962 : Los Fabulosos Cinco Latinos (Columbia)
- 1963 : Atracción mundial (Columbia)
- 1963 : La tierra (CBS)
- 1964 : Los Cinco Latinos cantan tangos!! (Columbia)
- 1964 : Los Cinco Latinos (CBS)
- 1964 : Nuestros 5 Latinos (Music Hall)
- 1965 : El show de los Cinco Latinos (Music Hall)
- 1965 : El show de los Cinco Latinos, Vol. 2 (Music Hall)
- 1966 : Los Cinco Latinos (Quinto)
- 1966 : Tangos!! (Quinto)
- 1967 : En un rincón del alma (Quinto)
- 1967 : Décimo Aniversario Vol. 1 (Quinto)
- 1967 : Décimo Aniversario Vol. 2 (Quinto)
- 1968 : La rosa negra (Quinto)
- 1969 : A volar (Quinto)
- 1969 : Sus últimos éxitos (Diapasón)

### Sous Estela Raval y Los Cinco Latinos
- 1982 : El mejor momento (CBS)
- 1983 : Encuentro en La Habana (en vivo)
- 1984 : Estela Raval
- 1985 : Estela Raval en Michelangelo (en vivo)
- 1986 : A usted
- 1986 : Estela Raval hoy (la historia de sus éxitos)
- 1990 : Una
- 1992 : En concierto Vol. 1 (en vivo)
- 1992 : En concierto Vol. 2 (en vivo)
- 1993 : Noche de ronda
- 1995 : La Vida
- 1997 : En riguroso directo. 40 años (en vivo)
- 1997 : Fabulosos 40 años después (en vivo)
- 2000 : El amor de mi gente
- 2002 : Estela Raval y Alberto Cortez (En un rincón del alma) (album double)
- 2003 : Adelante
- 2005 : Vivir con todo
- 2007 : Maravillosos 50
- 2009 : Más de mí

### Singles
- 1960 : Solamente tú (édition péruvienne)
- 1960 : Quiereme siempre  (édition péruvienne)
- 1960 : Recordandote  (édition péruvienne)
- 1960 : Dímelo tú  (édition péruvienne)
- 1960 : Como antes (édition péruvienne)
- 1961 : La hora del crepúsculo (édition péruvienne)
- 1961 : Tú eres mi destino (édition péruvienne)
- 1961 : Himno al amor (édition péruvienne)
- 1961 : Hay humo en tus ojos (édition péruvienne)
- 1962 :  Estando contigo
- 1964 : Amor perdido
- 1966 : Michelle